# منبع‌شناسی تاریخ ساسانی

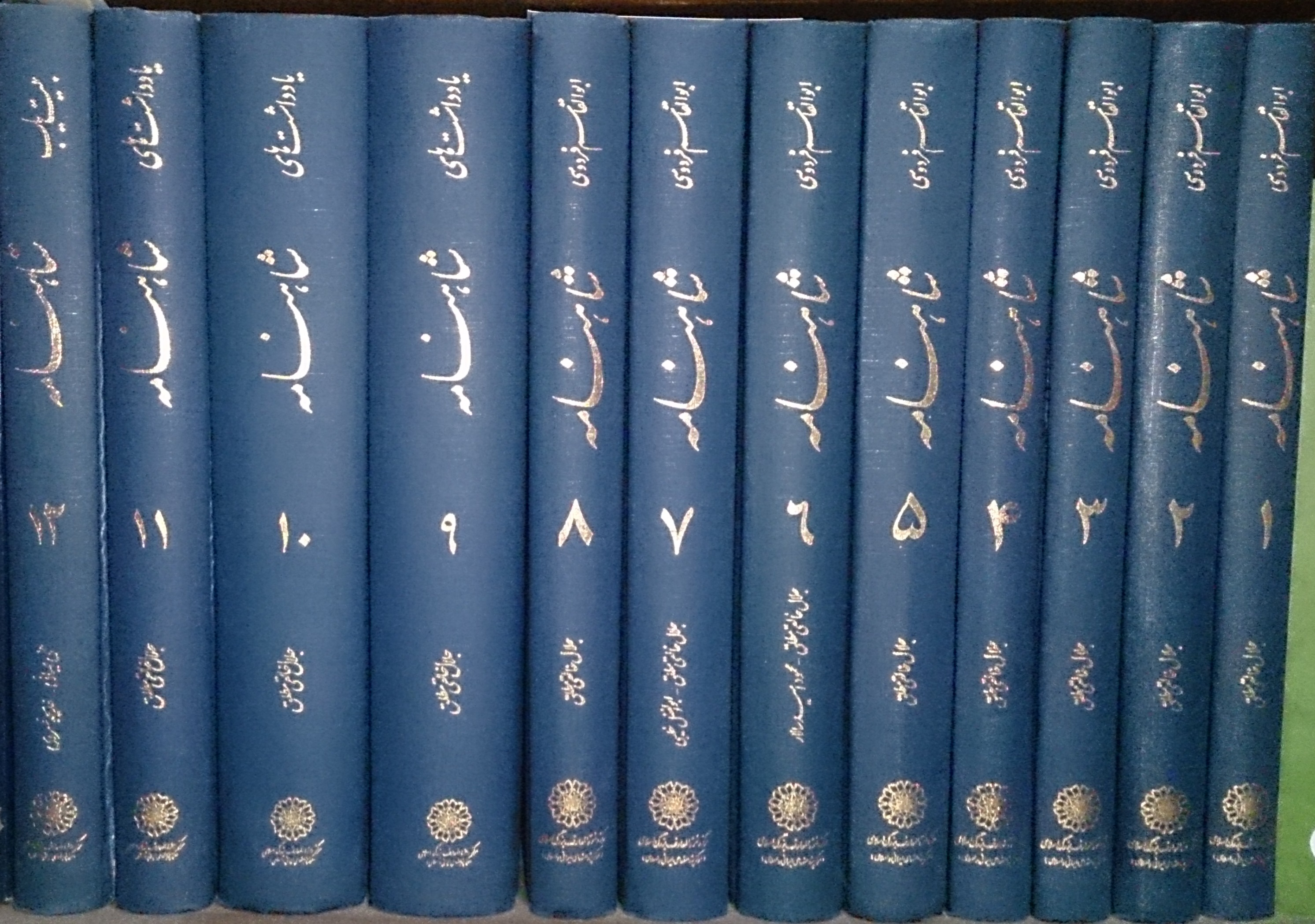
مجلّداتِ نخستین پیرایشِ شاهنامهٔ فردوسی توسّطِ جلال خالقی مطلق

تاریخ‌نگاری شاهنشاهی ساسانی تکامل‌یافته‌تر از دوران شاهنشاهی هخامنشی است و از این دوره آثار مفصل‌تری در دست است. در دربار شاهان ساسانی دفتر رسمی ثبت وقایع وجود داشته و یکی از مناصب مهم دربار، نگهبانی از سالنامه‌های سلطنتی بوده است. ظاهراً همین سالنامه‌های رسمی در عهد خسرو انوشیروان مورد استفاده آگاثیاس، مورخ رومی بوده و این مورخ به کمک مترجمی به نام سرگیوس، نام شاهان ساسانی و دوره پادشاهی هر یک را استخراج کرده است. همچنین در دربار ساسانی گروهی از دبیران موظف بودند که روایات تاریخی را از حفظ داشته باشند و در صورت لزوم برای شاه بخوانند. فردوسی می‌گوید که در راه شکار، داستان‌های جمشید و فریدون را برای بهرام گور نقل می‌کردند. جاحظ نقل می‌کند: «ایرانی‌ها به واسطه میل و رغبتی که به حفظ آثار و اخبار داشتند، وقایع بزرگ و کارهای عظیم خود و … را در دل کوه می‌نگاشتند». وی در جای دیگر روایت می‌کند که انوشیروان در گردشی قصه‌گوی خود را احضار کرد و از او خواست تا داستان جنگ اردشیر بابکان را با پادشاه خزر نقل کند. وی با اینکه داستان مذکور پیش از این از شاه شنیده بود، وانمود کرد که آن را نشنیده است. آنگاه شاه خود داستان را نقل کرد. همچنین، بیهقی می‌نویسند: «هنگامی که جنگ‌های خسرو پرویز با بهرام چوبین به پایان رسید و کشور بر وی مسلم شد، دبیران را بفرمود تا جنگ‌ها و رخدادها را از آغاز تا پایان بنویسند».
افزون بر سالنامه‌ها و دفاتر رسمی ثبت وقایع تاریخی، حوادث مهم سیاسی بر سنگ‌ها و در دل کوه‌ها و در نقاطی دور از دسترس ثبت می‌شد تا از گزند حوادث مصون بماند. گاهی صحنهٔ رویدادها بر دیوار کاخ‌ها نقش می‌شد. یکی از این نقاشی‌ها، تصویر خسرو انوشیروان در جنگ با رومیان است که طی سده‌های متوالی بر یکی از دیوارهای کاخ مدائن باقی بود و بحتری، شاعر عرب، در قصیده‌ای آن را توصیف کرده است.
بخش عمده‌ای از متون تاریخی دوره ساسانی که به دوره اسلامی رسیده و مورد استفاده مورخان این دوره قرار گرفته، به‌کلی از میان رفته است و تنها نامی از آنها در کتاب‌های تاریخی عصر اسلامی باقی مانده است. چنان‌که مسعودی از کتاب‌هایی نام می‌برد که در فارس و کرمان به دست آورده است. همچنین، اخباری را از منابعی با عنوان «کتب قدماء الفرس» نقل می‌کند و البته این منابع غیر از کتاب‌هایی نظیر خدای‌نامه، آیین‌نامه و گاه‌نامه و تاریخ‌مصور است که وی آن را از فارس به دست آورده است؛ بنابراین، افزون بر تاریخ‌های پهلوی که از روزگار ساسانی به مسلمانان رسیده و مورخان اسلامی از آنها بهره‌مند شده‌اند، کتاب‌های دیگری نیز در سده‌های نخستین اسلامی از پهلوی به عربی ترجمه شده که مورخان یا از آن‌ها بی‌اطلاع اند یا فقط نامی از آن‌ها دارند.
سنت‌های شفاهی و کتبی ادبیات تاریخی در عهد فرمانروایی شاهنشاهی اشکانی و ساسانیان به گونهٔ گسترده‌تری ادامه یافت. ساسانیان به ویژه خود را جانشینان بلامنازع هخامنشیان می‌پنداشتند. از این رو سنت‌های آنها را در زمینهٔ ثبت وقایع تاریخی، مانند تهیهٔ سالنامه‌های رسمی و نقل سینه به سینه سرگذشت نیاکان، ادامه دادند.
انقراض فرمانروایی ساسانی و تحولاتی که پس از حمله عرب در ایران روی نمود، مایه فقدان بخش عظیمی از متون و اسناد تاریخی دوران ساسانی شد. مترجم‌های متن پهلوی به عربی، پس از ترجمه آن متون عنایتی به حفظ و نگه‌داری اصل آنها مبذول نداشتند. افزون بر این، دگرگونی و تحولی که در زبان و دین ایرانی‌ها به وجود آمده بود، یکی از عوامل بی‌توجهی به آثار و کتاب‌های پهلوی بود. آنچه از آثار تاریخی دوران‌باستان در اوایل دوره اسلامی باقی مانده بود، در طول تاریخ پر فراز و نشیب ایران و در حوادثی نظیر حمله مغول از بین رفت. بازمانده‌های متنی، کتیبه‌ها، چرم‌نبشته‌ها، پاپیروس‌ها و سفالینه‌های منقش به چند زبان و خط را شامل می‌شود.
گزارش‌ها به متونی گفته می‌شود که به زبان‌ها و در دوره‌های گوناگونی نوشته شده‌اند. شایان ذکر است که اساس نوشته‌های همهٔ تاریخ‌نگاران مسلمان (تاریخ‌های عربی و فارسی)، خداینامه‌های رسمی دربار ساسانی بوده است که این خداینامه‌ها نیز از رویدادهای مندرج در سالنامه‌های رسمی دربار ساسانی به‌عنوان منبع بهره برده‌اند. خداینامه در اواخر عصر ساسانی به‌زبان پارسی میانه تدوین شده‌بود. عنوان ترجمهٔ این کتاب به‌زبان عربی زیر نام سیر الملوک العجم و در فارسی شاهنامه بوده است. امروزه هیچ‌یک از ترجمه‌های مستقیم عربی خداینامه و نیز اصل متن پارسی میانهٔ خداینامه در دست نیست.
شیوه تاریخ‌نگاری غربی، خالی از اشکال نیست. بررسی آثار تاریخ‌نگاری باستانی آنها نشان‌دهنده آن است که بیشتر آنها، علی‌رغم استقلال، مبادرت به ارائه نادرست، یک‌سویه و اغلب متکی بر اخبار شفاهی، و در بسیاری موارد، نژادپرستانه است.

### معماری

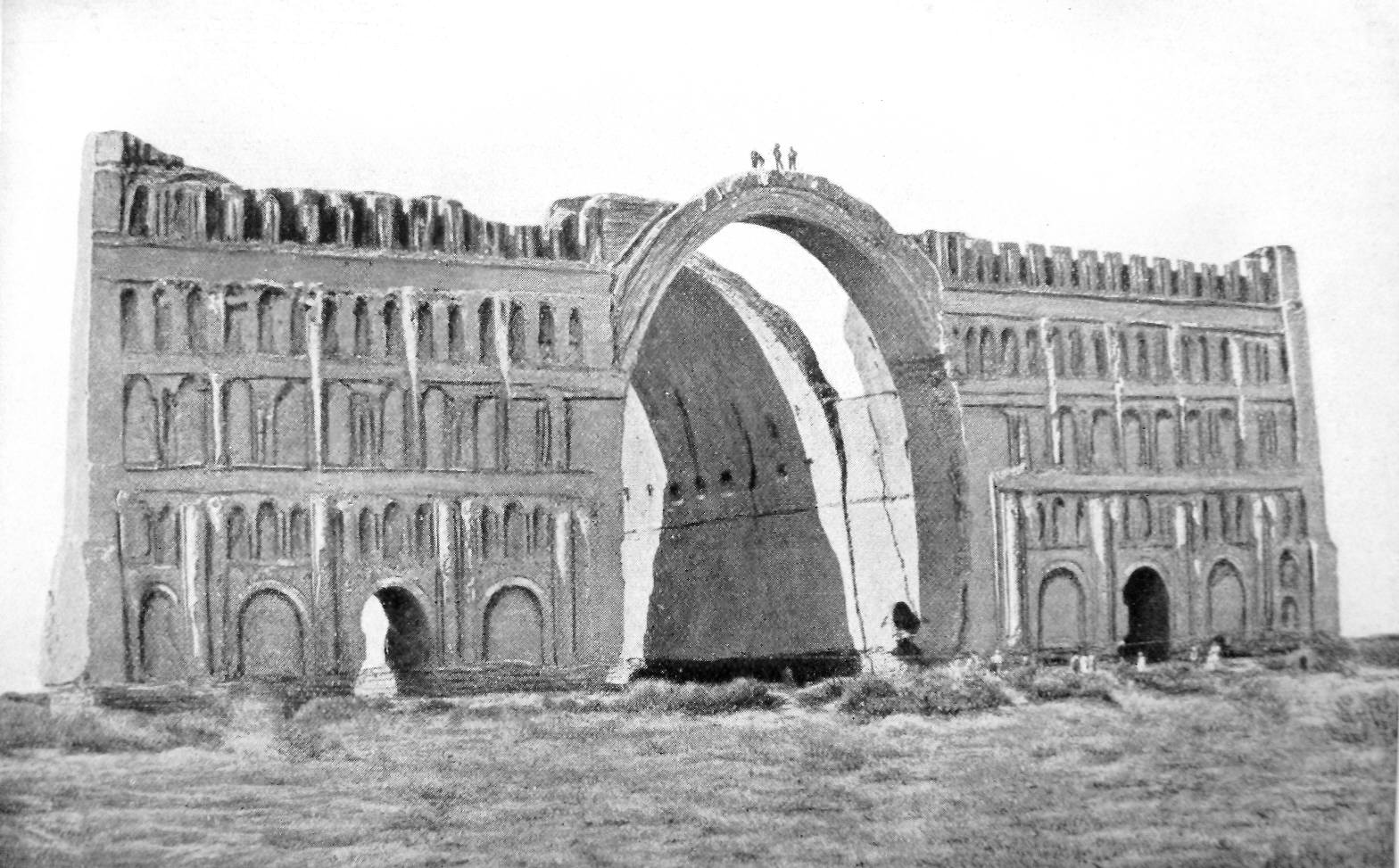
قدیمی‌ترین تصویر عکاسی‌شده از طاق کسری، مربوط به سال ۱۸۶۴ میلادی

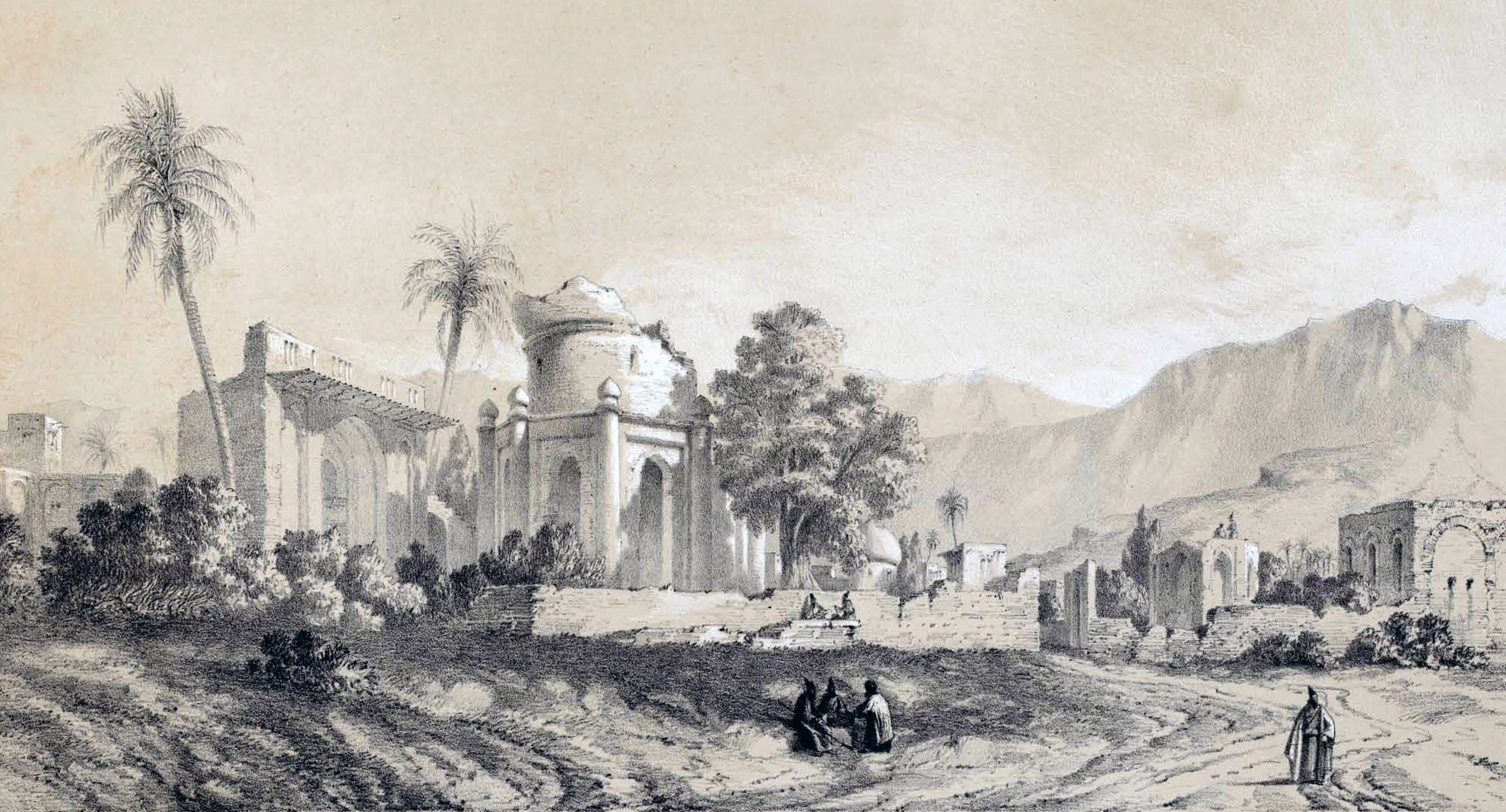
طرحی از بیشاپور در زمان محمدشاه قاجار، اثر اوژن فلاندن در کتاب «سفرنامه ایران» (Voyage en Perse)

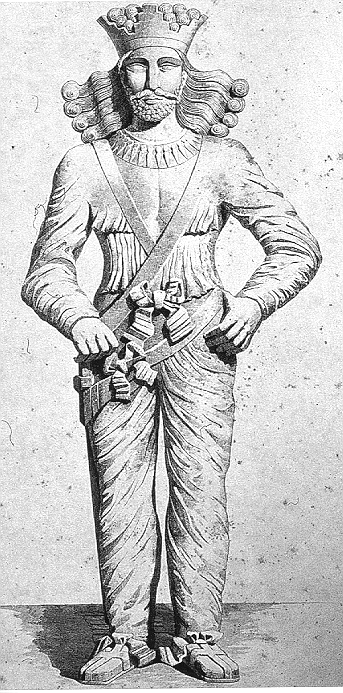
پیکرهٔ شاپور یکم، بازسازی‌شده به‌دست جورج رالینسون، ۱۸۷۶

### سنگ‌نوشته

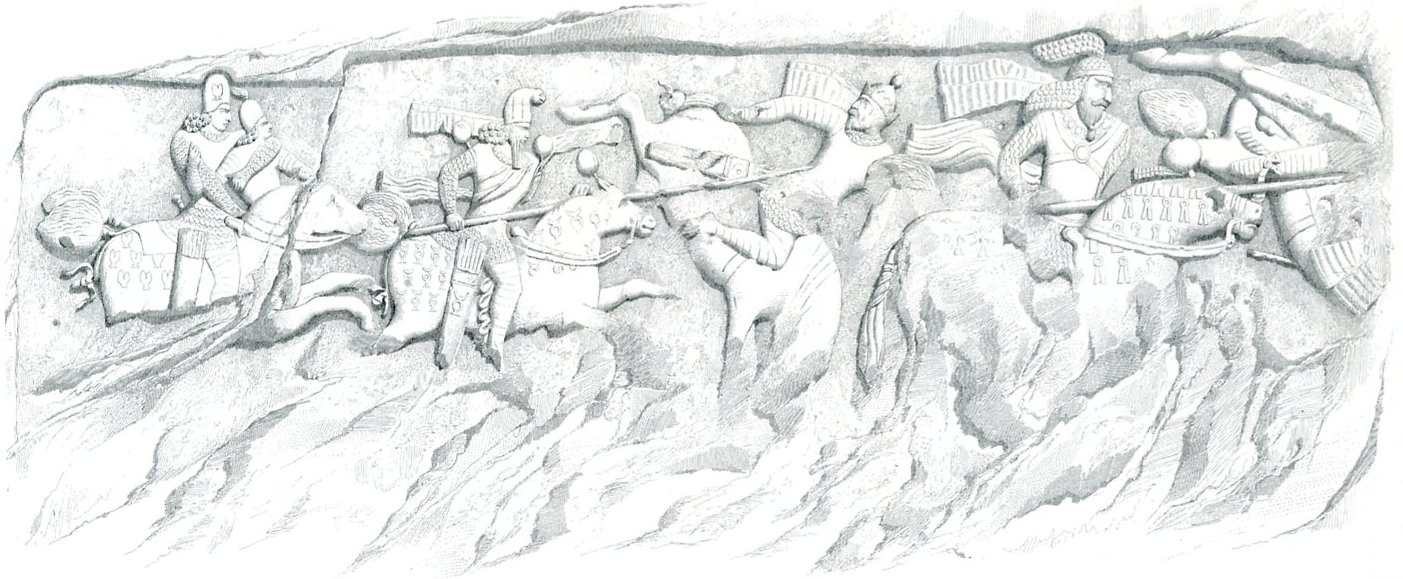
نقاشی اوژن فلاندن از سنگ نگاره اردشیر بابکان

### مسکوکات

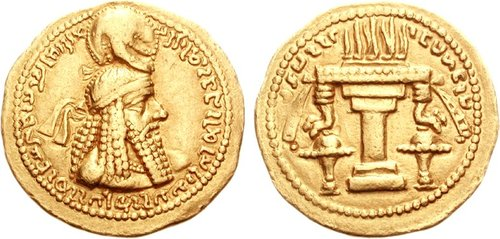
نام ایران (پهلوی کتیبه‌ای:𐭠𐭩𐭫𐭠𐭭) روی دیناری از اردشیر بابکان، بنیان‌گذار شاهنشاهی ساسانی. متن کامل کتیبه پهلوی روی سکه: «مزداپرست، خدایگان اردشیر شاهنشاه ایران که چهره (تبار) از یزدان می‌دارد.».

### مهرها

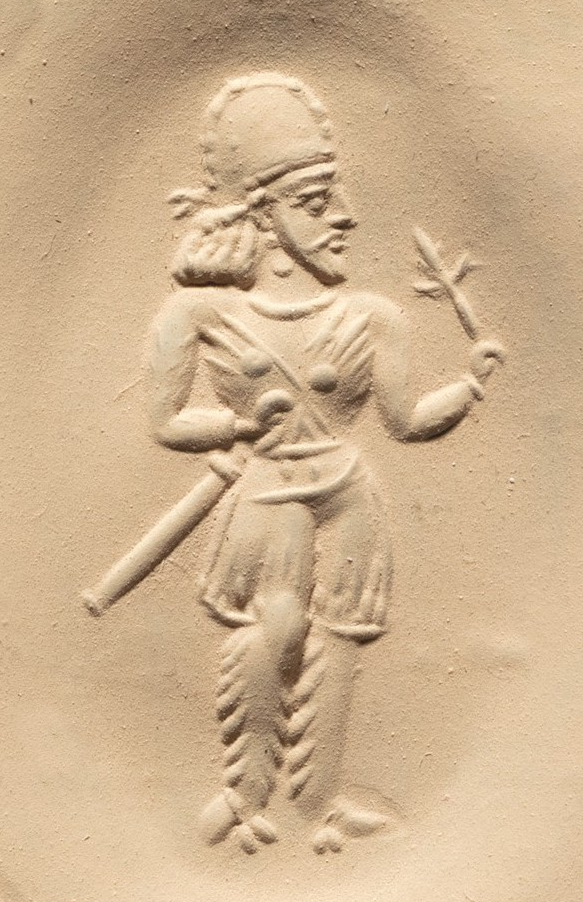
گلی در دست اشراف‌زاده ساسانی، یکی از مهرهای ساسانی در موزه متروپولیتن

## یونانی و رومی

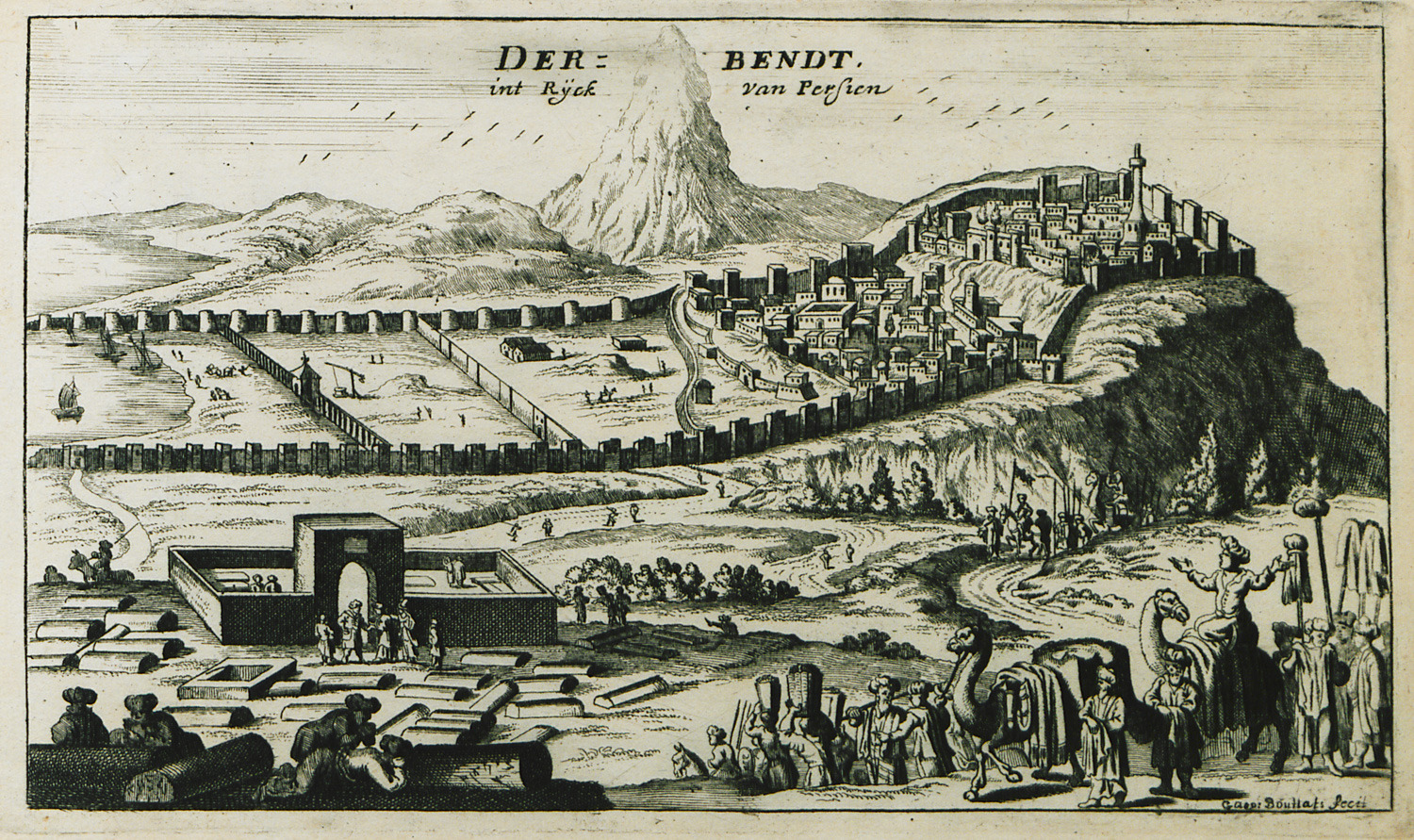
نقاشی کشیده شده به سال ۱۶۹۰ میلادی از قلعه دربند، ساخته شده به دست ساسانیان